# 牧田

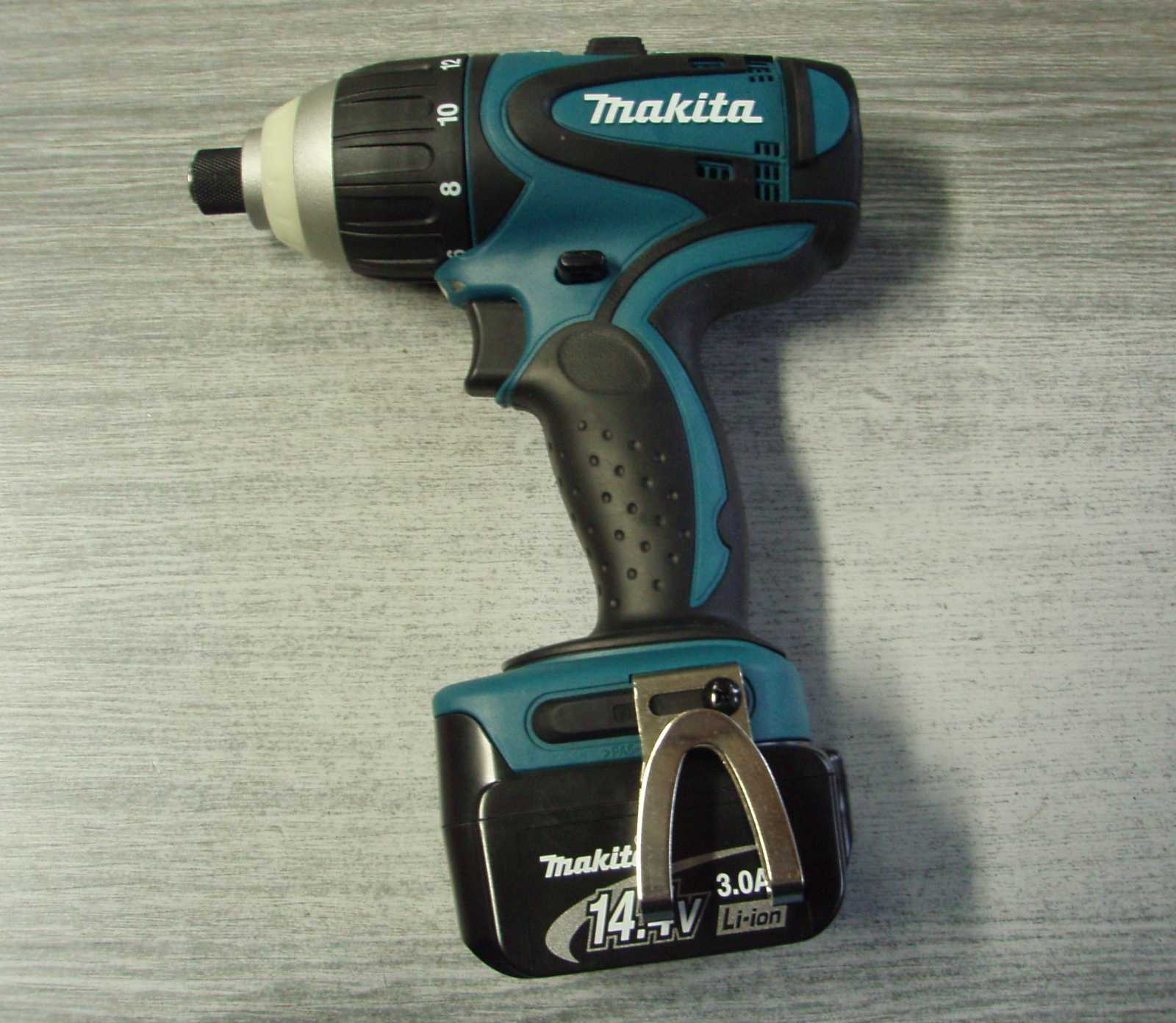
牧田冲击螺丝刀

株式会社牧田（日语：株式会社マキタ，東證1部：6586, OTC Pink： MKTAY）是一家日本电动工具生产商，1915年3月21日由牧田茂三郎創立於名古屋。該公司目前的总部位于爱知县安城市，并在全球多个国家和地区设有分公司。2012年的年销售额达29亿美元，是日本國內佔有率最高的電動工具生產商。 

## 历史
1915年3月牧田茂三郎于名古屋创立個人商店牧田电机制作所，销售和维修电灯器具、电机和变压器。戰後公司規模才擴大，並與1969年4月推出6500D型，是全世界第一款可充电电钻。1978年12月又推出6010D型镍镉电池充电电钻。1997年8月在芝加哥工具展推出6213D型镍氢电池充电电钻。2005年2月推出TD130D型锂离子电池充电电钻。